# Найдич, Юрий Владимирович
Юрий Владимирович Найдич (6 августа 1929 — 11 марта 2019) — украинский учёный-металлофизик, академик НАНУ.

## Биография
Родился 6 августа 1929 года в Харькове в семье служащего.
Окончил Киевский политехнический институт по специальности инженер-металлофизик (1953).
В 1953—1954 гг. работал в Куйбышеве на машиностроительном предприятии.
В 1955—1958 гг. — аспирант Института металлокерамики и специальных сплавов АН Украинской ССР. Тема кандидатской диссертации «Исследование смачивания жидкими металлами твердых поверхностей тугоплавких соединений».
С 1964 г. руководил созданным в Институте проблем материаловедения АН Украинской ССР отделом контактных явлений и пайки неметаллических материалов.
Доктор технических наук (1970), тема диссертации «Исследование смачиваемости, контактного взаимодействия и капиллярных явлений в системах, образованных металлическими расплавами и твердыми телами различной физико-химической природы».
Член-корреспондент (29.03.1978), академик (1988) АН Украинской ССР, с 1992 г. — академик НАНУ (материаловедение, прочность материалов). Глава научного совета по проблеме «Поверхностные явления в сплавах и твердых фазах, которые контактируют с ними».
Заслуженный деятель науки и техники Украины (2003). Дважды лауреат Государственной премии Украинской ССР в области науки и техники (1975, 1989). Лауреат премий НАН Украины имени Е. О. Патона (1973) и имени И. Н. Францевича (2002).
Награждён орденами Трудового Красного Знамени (1986), князя Ярослава Мудрого V ст. (2003), Почётной грамотой Президиума Верховного Совета Украинской ССР (1975) и Почётной грамотой Кабинета Министров Украины (2008).
Умер 11 марта 2019 года.

## Сочинения
- Капиллярные явления в процессах роста и плавления кристаллов [Текст] / Ю. В. Найдич, В. М. Перевертайло, Н. Ф. Григоренко. — Киев : Наук. думка, 1983. — 98 с. : ил.; 21 см.
- Контактные явления в металлических расплавах [Текст] / АН УССР. Ин-т проблем материаловедения. — Киев : Наук. думка, 1972. — 196 с. : ил.; 22 см.
- Взаимодействие металлических расплавов с поверхностью алмаза и графита [Текст] / Ю. В. Найдич, Г. А. Колесниченко ; АН УССР. Ин-т проблем материаловедения. — Киев : Наукова думка, 1967. — 89 с. : ил.; 20 см.
- Прочность алмазо-металлического контакта и пайка алмазов / Ю. В. Найдич, В. П. Уманский, И. А. Лавриненко; АН УССР, Ин-т пробл. материаловедения им. И. Н. Францевича. — Киев : Наук. думка, 1988. — 134,[1] с. : ил.; 21 см; ISBN 5-12-000229-3
- Поверхностные свойства расплавов : Сб. науч. тр. / АН УССР, Ин-т пробл. материаловедения; [Редкол.: Ю. В. Найдич (отв. ред.) и др.]. — Киев : Наук. думка, 1982. — 315 с. : ил., 1 л. портр.; 20 см; ISBN В пер.
- Спекание в присутствии жидкой металлической фазы [Текст] / В. Н. Еременко, Ю. В. Найдич, И. А. Лавриненко ; АН УССР. Ин-т проблем материаловедения. — Киев : Наукова думка, 1968. — 123 с., 2 л. ил. : черт.; 20 см.